# Pinerolo Palaghiaccio
Il Pinerolo Palaghiaccio è un impianto sportivo di Pinerolo, realizzato per i XX Giochi olimpici invernali e i IX Giochi paralimpici invernali, disputati entrambi a Torino nel 2006. L'impianto ospitò gli interi tornei di curling ai Giochi olimpici e di curling in carrozzina ai Giochi paralimpici; ha una capienza di 2 000 spettatori.